# Tripillia

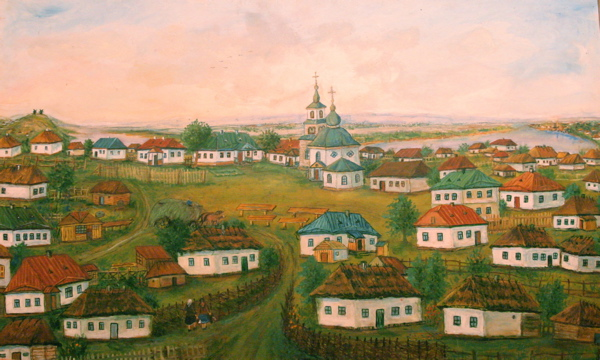
Cảnh quan làng Tripillia thế kỷ 19, trước khi bị đắp đập ngăn sông Dnepr (Viện bảo tàng khảo cổ địa phương)

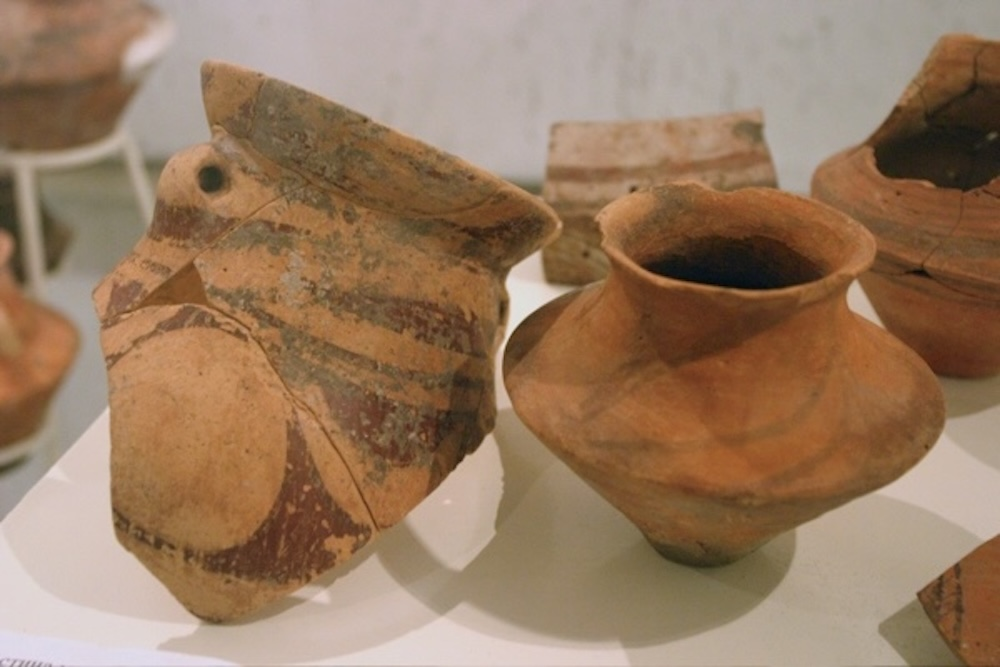
Những chiếc bình Tripillia (Viện bảo tàng khảo cổ địa phương)

Tripillia hay Trypillia hoặc Tripolye (tiếng Ukraina: Трипiлля, tiếng Nga: Триполье, Tripolye) là một làng thuộc huyện Obukhivskyi, tỉnh Kiev, Ukraina với khoảng 3.001 cư dân (tính đến ngày 1 tháng 1 năm 2006). Nó nằm cách thành phố Kiev khoảng 40 km về phía nam, trên hữu ngạn sông Dnepr, trên độ cao khoảng 144 mét so với mực nước biển.
Được thiết lập bởi các cuộc khai quật của nhà khảo cổ học Vicentiy Khvoika kể từ năm 1896 trở đi, Tripillia là một di chỉ của nền văn minh đồ đá mới, đã tồn tại trên lãnh thổ Ukraina ngày nay trong khoảng từ khoảng 5400 tới 2700 TCN, được biết đến tại Liên Xô trước đây và Nga cùng Ukraina ngày nay như là văn hóa Tripillia hay văn hóa Tripolye.
Tên gọi Tripillia có nghĩa là "ba cánh đồng" trong ngôn ngữ của người Slav, do nó nằm tại nơi hợp lưu của ba con sông là sông Stugna, sông Krasna và sông Bobritsya, cũng là nơi gặp nhau của ba thung lũng triền sông, tức ba cánh đồng. Theo một phiên bản khác, Tripillia bắt nguồn từ "tripolis" trong tiếng Hy Lạp, nghĩa là ba thành phố, theo tên gọi của các khu kiều dân Hy Lạp cổ đại, mà người ta cho là đã từng tồn tại ở đây.
Được thành lập năm 1032 dưới thời đại công tước Kiev Yaroslav I Mudryi (khoảng 978-1054) nhưng nó chỉ được nhắc tới lần đầu tiên trong biên niên sử Kiev trong mối liên hệ với trận chiến sông Stugna năm 1093 của đại công tước Kiev Svyatopolk II Izyaslavich (1050-1113) với người Cuman. Trong thế kỷ 12, Tripillia là một pháo đài ngăn chặn đường tiến về Kiev từ vùng thảo nguyên để chống lại các cuộc đột kích từ người Cuman và các bộ lạc du mục khác. Một trong số những người cai trị nổi tiếng của vùng đất này giai đoạn đó là công tước Mstislav Mstislavich Udaloy (khoảng 1180-1228). Trong các thế kỷ sau, vùng đất này rơi dần vào quên lãng. Năm 1667, theo hòa ước Andrusovo giữa Vương quốc Nga và Liên bang Ba Lan-Litva thì Tripillia thuộc về Nga.